# Nataly Umaña
Nataly Umaña Patiño (Ibagué, Tolima, 3 de enero de 1986) es una actriz, modelo y empresaria. Estudió en St Giles internacional London y en la London Academy of Music and Dramatic Art.[cita requerida]

## Filmografía

### Televisión
| Año        | Título                     | Personaje                                                           |
| ---------- | -------------------------- | ------------------------------------------------------------------- |
| 2024       | El precio de amarte        | Teresa de Covarrubias                                               |
| 2022-2023  | Dejémonos de Vargas        | Alejandra Misas                                                     |
| 2021       | Esta historia me suena     |                                                                     |
| 2020-2021  | Chichipatos                | Profesora Estela Malagon                                            |
| 2018-2019  | Por amar sin ley           | Tatiana                                                             |
| 2017       | La bella y las bestias     | Yamileth                                                            |
| 2016       | Tres veces Ana             | Gina Ramírez Guerra                                                 |
| 2014-2015  | Lo imperdonable            | Ireri                                                               |
| 2013       | Comando Elite              | Marcela                                                             |
| 2012       | Historias clasificadas     | Lia (Ep: No soy yo, sos vos) / Natalia (Ep: La novia de mi hermano) |
| 2011- 2012 | Los canarios               | Gabriela Ponce Santana de Monsalve 'La QTH'                         |
| 2009-2010  | Las detectivas y el Víctor | Jenny Rico                                                          |
| 2009-2010  | Decisiones                 | Zaida                                                               |
| 2008       | El cartel de los sapos     | Juanita Marín                                                       |
| 2007-2008  | Nuevo rico, nuevo pobre    | Ilona                                                               |
| 2007       | Zona rosa                  | Angélica Zúñiga                                                     |
| 2006-2008  | En los tacones de Eva      | Cinthia                                                             |
| 2005-2006  | Los Reyes                  | Mónica                                                              |
| 2004       | Mesa para tres             | Sandra                                                              |
| 2003-2004  | El auténtico Rodrigo Leal  | María Catalina 'Mariaca' Vallejo                                    |

## Reality
| Año  | Producción                                    | Rol          |
| ---- | --------------------------------------------- | ------------ |
| 2024 | La casa de los famosos Colombia               | Participante |
| 2023 | Duro contra el mundo                          | Participante |
| 2005 | La isla de los famosos 2: Una aventura pirata | Participante |

## Cine
| Año  | Título                      | Personaje     | Nota         |
| ---- | --------------------------- | ------------- | ------------ |
| 2021 | Una visita inesperada       |               |              |
| 2020 | Fetish                      | Anabel        |              |
| 2017 | Monserrate, ¿cómo el cerro? | Catalina      |              |
| 2014 | Decadencia                  | Anabel        |              |
| 2013 | Fiebre                      |               | Largometraje |
| 2007 | Esto huele mal              | Universitaria |              |
| 2005 | El arriendo                 |               | Cortometraje |

## Teatro
- El tártufo (Molière) 2003
- Médico a palos (Molière) 2003
- Ocho mujeres (Robert Thomas) 2005
- Macbeth (William Shakespeare) 2006
- La vida es sueño (Calderón de la Barca) 2007
- La divina comedia (Dante Alighieri) 2008
- Un tranvía llamado deseo (Tennessee Williams) 2009
- La casa de Bernarda Alba (García Lorca) 2011
- In-felizmente solteras (David Vélez Teatro Santafe) 2012

## Premios y nominaciones

### Premios India Catalina
| Año  | Categoría                                     | Telenovela o Serie | Resultado |
| ---- | --------------------------------------------- | ------------------ | --------- |
| 2009 | Mejor actriz protagónica de serie o miniserie | El cartel          | Ganadora  |

### Premios TVyNovelas
| Año  | Categoría                             | Telenovela o Serie         | Resultado |
| ---- | ------------------------------------- | -------------------------- | --------- |
| 2010 | Mejor actriz antagónica de telenovela | Las detectivas y el Víctor | Nominada  |

### Premios Talento Caracol
| Año  | Categoría    | Telenovela o Serie | Resultado |
| ---- | ------------ | ------------------ | --------- |
| 2013 | Mejor actriz | Los canarios       | Nominada  |

### Otros premios
- Palmas de oro México Mejor actriz extranjera - El cartel